# Júlio Graça
Júlio José da Conceição Graça (Vila Franca de Xira, 1923 – Alhandra, 21 de Fevereiro de 2006) foi um escritor português neo-realista.
Em algumas obras de Júlio Graça encontramos um retrato da experiência fabril e dos movimentos sociais da faixa industrial e rural ribeirinha do Tejo.
Em 2003, Júlio Graça foi homenageado pelo município de Vila Franca de Xira e pela Junta de Freguesia de Alhandra, a propósito dos seus 50 anos de actividade literária, simultaneamente com o lançamento da sua obra Crónica de Libertação da Etiópia.

## Obras
- Lezíria: Poemas. Lisboa, ed. do autor, 1952. Capa de Alfredo Peniche.
- Buza. Lisboa, Sociedade de Expansão Cultural, 1954. Capa e ilustrações de Manuel Ribeiro de Pavia.
- O salário de Judas. Lisboa,Orion Distribuidora, 1955. Ilustrações de Rogério Ribeiro.
- Um palmo de terra. Lisboa, Orion Distribuidora, 1959. Capa de Cipriano Dourado.
- A espada e o coração. Lisboa, Sociedade de Expansão Cultural, 1962. Capa de Maria Helena Nunes dos Santos.
- Banquete do deserdado. S.l. ed. do autor, 1967. Capa de Noel Bértholo.
- A voz das sereias. Lisboa, Sociedade de Expansão Cultural, 1968.
- Operários falam: o trabalho e a vida. Lisboa, Iniciativas Editoriais, 1973.
- Histórias da prisão. Lisboa, Iniciativas Editoriais, 1975.
- Ciclo do Preste João. Lisboa, Livros Horizonte, 1985.
- A lenda do paraíso. Lisboa, Livros Horizonte, 1989.
- De búzio no ouvido: poema. S. l., ed. do autor, 1996.
- Crónica de libertação da Etiópia